# Catananche
Genre
Classification phylogénétique
Espèces de rang inférieur
- Catananche caerulea
- Catananche lutea

Catananche est un genre de plante à fleurs appartenant à la famille des Astéracées (ou Composées). Il comprend notamment deux espèces méditerranéennes :
- Catananche caerulea L. (la catananche bleue), la plus répandue, poussant depuis l'Espagne jusqu'à l'Italie.
- Catananche lutea L. (la catananche jaune), rencontrée en Sardaigne, dans le sud de l'Italie et dans l'est du bassin méditerranéen.

Comme les autres composées, la catananche présente des fleurs (ou fleurons) regroupées en capitules entourés d'un involucre de bractées. La principale caractéristique du genre est son involucre arrondi formé de bractées écailleuses et brillantes. Les feuilles supérieures, très petites, sont semblables aux bractées. Les feuilles inférieures sont très allongées et velues. Les fleurs sont toutes ligulées.

## Étymologie et histoire
Le grec katanánkhê (κατανάγχη), signifie « qui contraint à l'amour », qui a donné le latin catanance,vocable qui désigne les plantes entrant dans la composition des philtres d'amour. La plante est désignée sous le nom κατανάγχη par Dioscoride, médecin grec du premier siècle de notre ère. Il semble que Pline ait utilisé le nom pour désigner la plante Ornithopus compressus. Il évoque de toute façon les pouvoirs magiques qu'aurait eu la catananche dans la préparation de philtres d'amour. D'où son autre nom de cupidone, ou encore le fait que les bergers l'aient parfois appelée philtre d'amour.

## Description et habitat deCatananche caerulea
La catananche à fleur bleue, ou cupidone bleue, est une plante qui pousse sur prairies sèches, talus au bord des routes ou des chemins. Sa tige érigée et mince, parfois ramifiée à la base, peut atteindre jusqu'à 70 cm (dont une bonne moitié pour le pédoncule floral). Les feuilles basales sont longues et étroites, presque linéaires. Capitule floral bleu-violet solitaire à l'extrémité du pédoncule. Fleurons ligulés à 5 dents. Involucre ovoïde : les bractées qui le composent sont blanches, sortes d'écailles translucides, chaque bractée ayant une strie centrale brune.

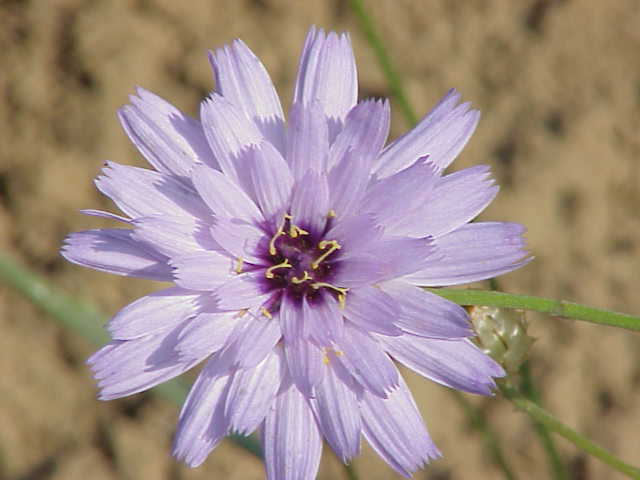
Capitule épanoui de C. caerulea.

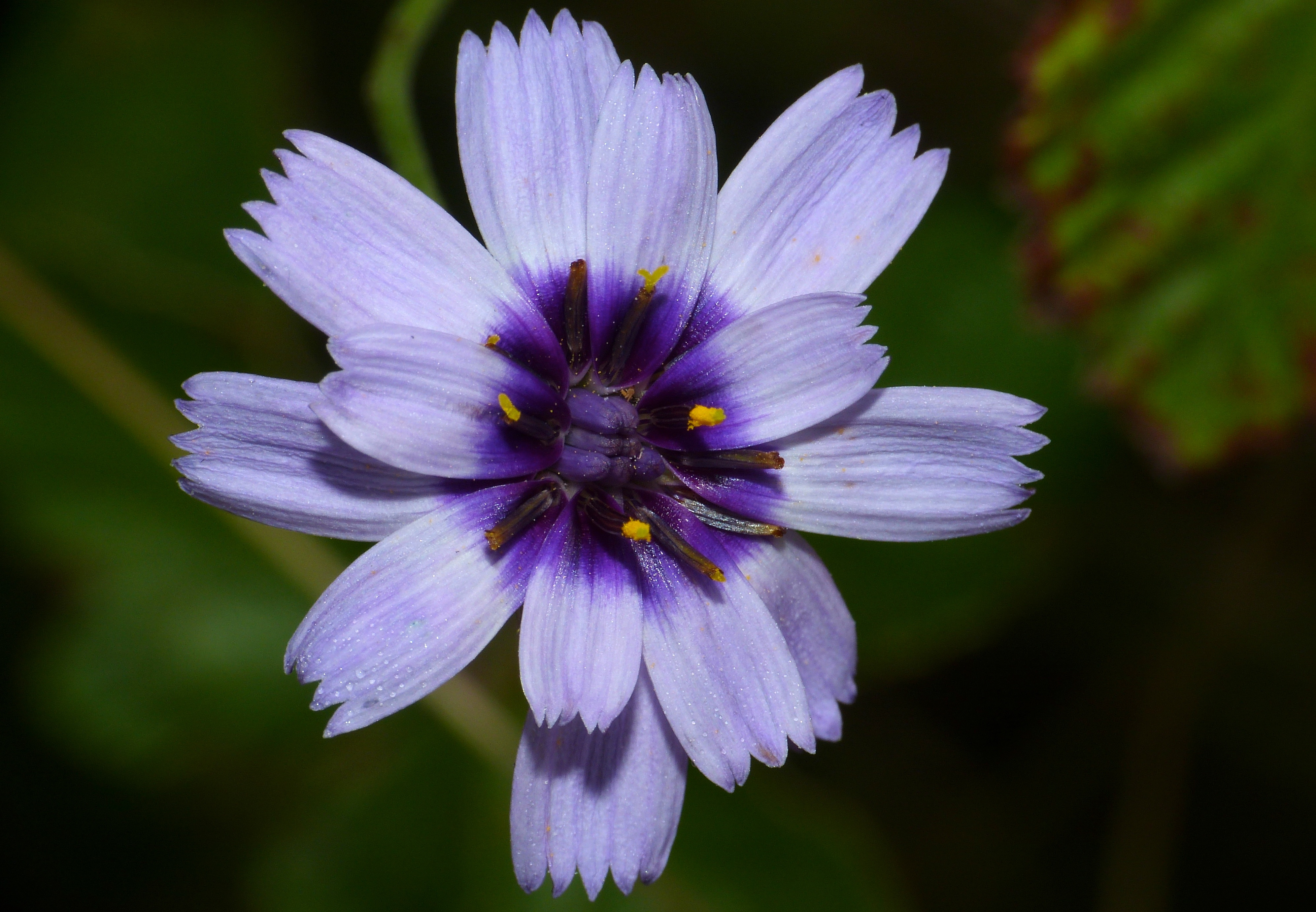
Catananche caerulea.

## Liste des espèces
Selon NCBI (30 oct. 2010) :
- genre Catananche
  - Catananche arenaria
  - Catananche caerulea
  - Catananche caespitosa
  - Catananche lutea
  - Catananche montana